# Mannie Fresh
Byron Thomas (Nueva Orleans, 20 de marzo de 1969), conocido por su nombre artístico Mannie Fresh, es un productor discográfico, DJ y rapero estadounidense. Es conocido por su trabajo de producción para los lanzamientos de Cash Money Records, además de ser la mitad del dúo de hip hop Big Tymers con el cofundador del sello, Birdman.

## Biografía
El nativo de Nueva Orleans comenzó en 1984 como miembro de New York Incorporated, la primera crew de hip-hop en la ciudad. Mannie empezó como DJ en fiestas, llegando a ser muy bueno y llamando la atención del rapero Gregory D, y en 1987, de la mano de D&D Records, sacaron un álbum titulado Throwdown, un trabajo que podría ser considerado de Miami Bass. Dos años después, sacaron D Rules the Nation en Yo! Records. El álbum solo contiene un par de temas Miami Bass, centrándose más en crear un estilo único para Nueva Orleans. Después de llegar a un acuerdo con MCA Records, Mannie quedó insatisfecho con el proyecto de MCA y decidió dejar la sociedad con Gregory D, que siguió haciendo álbumes sin Mannie Fresh, pero al dúo se le atribuye el honor de ser los fundadores del Bounce de Nueva Orleans.
Fresh también hizo las veces de rapero en Big Tymers con el CEO de Cash Money, el multimillonario Brian "Baby" Williams.
En 2004 sacó su propio álbum llamado The Mind of Mannie Fresh, el cual alcanzó la #47 posición en los Estados Unidos.
Él produjo el sencillo de Young Jeezy, "And Then What".
Mannie Fresh anunció su inesperada salida de Cash Money Records (aunque el mantiene que únicamente es una decisión de negocios) para firmar con Chopper City Records, discográfica regentada por B.G.
Actualmente y hace poco, abrió un concesionario en Humble, Texas (un barrio de Houston) llamado "Fresh Rydes".
El 28 de noviembre de 2007 la hermana de Fresh fue encontrada muerta en su casa de Nueva Orleans.
El 27 de octubre del 2009 sacó al mercado su segundo álbum bajo el título Return of the Ballin'. Fue producido en su totalidad por el propio Fresh, y contaba con colaboraciones de gente como Rick Ross y Lil' Jon. El álbum, sorprediento a todo el mundo, llegó al Top Ten en la lista de los Estados Unidos.
Fresh sigue dedicado, casi por completo, a su carrera como productor, especializado en Rap Southern. Esto no le ha impedido planear sacar un disco en dueto con Mos Def para el 2015 llamado OMFGOD.

## Discografía

### Solo
| Título                   | Detalles | Posición | Posición | Posición |
| Título                   | Detalles | US       | US R&B   | US Rap   |
| ------------------------ | --- | -------- | -------- | -------- |
| The Mind of Mannie Fresh | - Lanzado: 24 de diciembre del 2004 - Productora: Cash Money, Universal Motown - Formato: CD, descarga digital | 47       | 16       | 9        |
| Return of the Ballin'    | - Lanzado: 27 de octubre del 2009 - Productora: Deep Entertainment - Formato: CD, descarga digital             | 10       | 3        | 9        |

### En colaboración
- 2015: OMFGOD/Black Jesus (con Yasiin Bey)

## Singles

### Propios
| Año  | Canción                                    | U.S. Hot 100 | U.S. R&B | U.S. Rap | Álbum                    |
| ---- | ------------------------------------------ | ------------ | -------- | -------- | ------------------------ |
| 2004 | "Conversation" (feat. Tateeze)             | -            | 91       | -        | The Mind of Mannie Fresh |
| 2004 | "Real Big"                                 | 79           | 33       | -        | The Mind of Mannie Fresh |
| 2009 | "Like a Boss"                              | -            | -        | -        | Return of the Ballin'    |
| 2009 | "Like a Boss" (feat. Rick Ross & Lil' Jon) | -            | 102      | -        | Return of the Ballin'    |

### Colaboraciones
| Año  | Canción                                                                | U.S. Hot 100 | U.S. R&B | U.S. Rap | Álbum                                             |
| ---- | ---------------------------------------------------------------------- | ------------ | -------- | -------- | ------------------------------------------------- |
| 1998 | "Back That Thang Up" (Juvenile featuring Lil' Wayne & Mannie Fresh)    | 19           | 5        | 9        | 400 Degreez                                       |
| 1999 | "Bling Bling" (B.G. featuring Lil' Wayne, Juvenile, Turk & Big Tymers) | 36           | 13       | 10       | Chopper City in the Ghetto                        |
| 2000 | "I Got That Fire" (Juvenile featuring Mannie Fresh)                    | -            | 62       | -        | Tha G-Code                                        |
| 2001 | "Do That" (Birdman featuring Mannie Fresh. P. Diddy, & Tateeze)        | 33           | 21       | 10       | Birdman                                           |
| 2002 | "Way of Life" (Lil' Wayne featuring Big Tymers & TQ)                   | 79           | 68       | 16       | 500 Degreez                                       |
| 2003 | "In My Life" (Juvenile featuring Mannie Fresh)                         | 46           | 18       | 13       | Juve the Great                                    |
| 2004 | "Bring It Back" (Lil' Wayne featuring Mannie Fresh)                    | -            | 47       | -        | Tha Carter                                        |
| 2005 | "And Then What" (Young Jeezy featuring Mannie Fresh)                   | 65           | 14       | 13       | Let's Get It: Thug Motivation 101                 |
| 2005 | "What It Do" (Lil' Flip featuring Mannie Fresh)                        | -            | 71       | -        | I Need Mine                                       |
| 2005 | "Move Around" (B.G. featuring Mannie Fresh)                            | 113          | 52       | -        | The Heart of tha Streetz, Vol. 2 (I Am What I Am) |
| 2006 | "That Girl" (Frankie J featuring Chamillionaire & Mannie Fresh)        | 43           | -        | -        | Priceless                                         |
| 2007 | "Naw Mean" (Baby Boy Da Prince featuring Mannie Fresh)                 | -            | 119      | -        | Across the Water                                  |
| 2009 | "My Hood" (B.G. featuring Mannie Fresh & Gar)                          | -            | 70       | -        | Across the Water                                  |

### Apariciones estelares
| Título                     | Año  | Otro(s) artista(s)    | Álbum                       |
| -------------------------- | ---- | --------------------- | --------------------------- |
| "That Bitch Is Bad"        | 2001 | Mack 10               | Bang or Ball                |
| "Murder"                   | 2001 | Mack 10, Turk         | Bang or Ball                |
| "Chi-Town"                 | 2003 | Boo & Gotti, Tateeze  | Perfect Timing              |
| "The Greatest"             | 2004 | T.I.                  | Urban Legend                |
| "I'm Fresh"                | 2005 | Bun B                 | Trill                       |
| "Come Here Bitch"          | 2005 | Webbie                | Savage Life                 |
| "Da Club"                  | 2005 | Trina                 | Glamorest Life              |
| "What tha Biz (If I)"      | 2005 | YoungBloodZ           | Ev'rybody Know Me           |
| "Cheat on Yo Man"          | 2006 | Pimp C, Suga          | Pimpalation                 |
| "Brand New Kicks"          | 2006 | Chingy                | Hoodstar                    |
| "Mr. Feel Good"            | 2008 | Dem Franchize Boyz    | Our World, Our Way          |
| "All I Have in This World" | 2008 | Rick Ross             | Trilla                      |
| "Almost There"             | 2008 | Blood Raw             | My Life: The True Testimony |
| "Shoe Me Love"             | 2009 | Slim Thug             | Boss of All Bosses          |
| "Boom"                     | 2011 | Redd Eyez             | Sencillo                    |
| "The Man In My City"       | 2012 | Dee-1, Juvenile       | The Focus Tape              |
| "The Very Best"            | 2012 | Dee-1, Mos Def        | The Focus Tape              |
| "Move Fast"                | 2012 | Galactic, Mystikal    | Carnivale Electricos        |
| "White Girl Party"         | 2013 | Mayalino              | Bird Day                    |
| "Man In My City"           | 2013 | Turk, Juvenile, Dee-1 | Blame It on The System      |
| "Cadillac"                 | 2013 | Mayalino, Bun B       | TBA                         |